# Catasticta sisamnus
Catasticta sisamnus is een vlinder uit de onderfamilie Pierinae van de familie van de witjes (Pieridae).
De wetenschappelijke naam van de soort werd in 1793 gepubliceerd door Johan Christian Fabricius.

## Ondersoorten
- Catasticta sisamnus sisamnus
- Catasticta sisamnus ayanganna Bollino & Costa, 2007
- Catasticta sisamnus bithyna Röber, 1924
- Catasticta sisamnus merida Eitschberger & Racheli, 1998
- Catasticta sisamnus smalli Eitschberger & Racheli, 1998
- Catasticta sisamnus telasco (Lucas, 1852)